# Angelo Mottola
Angelo Mottola (ur. 10 stycznia 1935 w Aversie; zm. 8 października 2014) – włoski duchowny katolicki, arcybiskup, nuncjusz apostolski.

## Życiorys
2 kwietnia 1960 otrzymał święcenia kapłańskie.
16 lipca 1999 został mianowany przez Jana Pawła II nuncjuszem apostolskim w Iranie oraz arcybiskupem tytularnym Cercina. Sakry biskupiej udzielił mu 21 września 1999 kard. Angelo Sodano. 
Następnie w 2007 został peirwszym przedstawicielem Watykanu w niepodległej Czarnogórze. Pełnił tam misję do przejścia na emeryturę w 2010. 